# Marmessoidea notata
Marmessoidea notata är en insektsart som beskrevs av Ludwig Redtenbacher 1908. Marmessoidea notata ingår i släktet Marmessoidea och familjen Diapheromeridae. Inga underarter finns listade i Catalogue of Life.